# Anastas Kondo
Anastas Kondo (ur. 28 listopada 1937 w Kuçovëj, zm. 19 maja 2006 w Tiranie) – albański pisarz i scenarzysta.

## Życiorys
Po ukończeniu szkoły średniej studiował geologię na Uniwersytecie Tirańskim. Studia kontynuował w Leningradzie, specjalizując się w paleontologii. Po powrocie do Albanii pracował jako inżynier geolog w Kuçovej i w Fierze, a w wolnych chwilach pisał opowiadania i powieści. Niektóre z jego opowiadań stały się podstawą scenariuszy filmowych. Pierwszym opowiadaniem Kondo, które doczekało się ekranizacji było w 1971 Kur zbardhi një ditë.
Był autorem prac naukowych z zakresu mikropaleontologii. Przez krótki czas pełnił funkcję wiceministra kultury i edukacji.

## Proza
- 1970: Njerez dhe gure: tregime
- 1974: Tregime të zgjedhura
- 1977: Ata që do të doja t'i kisha shokë tërë jetën: tregime dhe përshkrime
- 1982: Pse e vranë odisenë: tregime
- 1986: Portat e diellit: tregime
- 1990: Kur mbaron dhe kur vdes burri: tregime, novela dhe përshkrime

## Scenariusze filmowe
- 1971: Kur zbardhi një ditë
- 1974: Shpërthimi
- 1976: Korrierët
- 1980: Partizani i vogël Velo
- 1981: Thesari
- 1992: Vdekja e burrit